# Linia 6 metra w Nowym Jorku

Mapa linii

Linia 6 – linia metra nowojorskiego. Jest oznaczona kolorem zielonym na znakach stacji, znakach trasy oraz na oficjalnych mapach metra. Na terenie Manhattanu nosi nazwę Lexington Avenue Line.
Linia 6 lokalnie działa przez cały czas, natomiast linia ekspresowa <6> działa podczas południa i w godzinach szczytu w kierunku szczytu. Przez cały czas z wyjątkiem południa i godzin szczytu linia 6 lokalna działa między Pelham Bay Park w dzielnicy Bronx i Brooklyn Bridge - City Hall w Civic Center na Manhattanie.